# Comamonas suwonensis
Comamonas suwonensis es una especie de  bacteria gramnegativa del género Comamonas. Fue descrita en el año 2021. Su etimología hace referencia a la ciudad de Suwon, en Corea del Sur. Es  aerobia e inmóvil. Tiene un tamaño de 0,7 μm de ancho por 1,5 μm de largo. Forma colonias circulares y de color amarillo pálido en agar NA tras 24 horas de incubación. Temperatura de crecimiento entre 10-35 °C, óptima de 30 °C. Catalasa y oxidasa positivas. Se ha aislado de agua del río Seo-ho en Corea del Sur. 